# Marina San José
Marina San José Cuesta (Madrid, 16 de setembre de 1983) és una actriu espanyola.

## Biografia
Marina San José Cuesta va néixer a Madrid el 16 de setembre de 1983. És filla dels artistes Víctor Manuel (Víctor Manuel San José) i Ana Belén (María del Pilar Cuesta), la qual cosa fa que des de petita freqüentés ambients artístics, ja sigui als espectacles musicals dels seus pares o a les gires teatrals de la seva mare.
Encara que en un primer moment desitja ser veterinària, en finalitzar els estudis secundaris es matricula al Laboratori William Layton, una escola d'actors de la capital espanyola. També estudia cant i dansa.
En l'estiu de 2005 col·labora com a corista en la primera fase de la gira Una canción me trajo aquí d'Ana Belén i Víctor Manuel utilitzant Xana com a nom artístic. En finalitzar la seva preparació acadèmica, és triada per a debutar en l'adaptació teatral de l'obra d'Antonio Skármeta, El cartero de Neruda, sota la direcció de José Sámano. Marina comparteix cartell amb grans actors de l'escena espanyola com Tina Sainz, José Ángel Egido i Miguel Ángel Muñoz. L'obra s'estrena a Avilés per després emprendre una llarga gira per Espanya. El 2006 intervé en tres capítols de la sèrie de Cuatro Amistades peligrosas en la qual interpreta Laura, una model que pateix trastorns alimentaris.
Al febrer de 2007 estrena a Alacant amb el Centro Dramático Nacional la seva segona representació teatral, Móvil de Sergi Belbel i que compta amb la direcció de la llegenda de l'escena espanyola Miguel Narros. L'espectacle suposa l'estrena en castellà de la peça teatral i en ella Marina comparteix protagonisme amb María Barranco, Nuria González i Raúl Prieto. En l'obra es retrata la incomunicació imperant en la nostra societat actual amb un atemptat terrorista com a teló de fons.
L'estiu de 2008 estrena en Nàpols una adaptació de El burlador de Sevilla de Tirso de Molina, amb versió i direcció de Emilio Hernández. La funció també es representa al Festival Internacional de Teatre d'Almagro, on l'actriu rep el Premi Àgora com a reconeixement a la seva interpretació. En l'obra Marina comparteix escena amb actors de la talla de Fran Perea, Jorge Roelas i Manuel Tejada.
El seu salt definitiu a la fama arriba entre 2008 i 2010, quan protagonitza la quarta i la cinquena temporada de la sèrie de TVE Amar en tiempos revueltos. Marina interpreta Ana, única filla de la família Rivas, que ha estudiat a l'estranger i comença a treballar als grans magatzems propietat dels seus pares com una empleada més. Finalment, descobreix que està enamorada de Teresa, la seva millor amiga. Pel seu paper en aquesta sèrie, Marina és nominada al Premi Unión de Actores a la millor actriu secundària de televisió i rep el premi Lesgai de televisió en 2010. En 2009 intervé en el curtmetratge Paco, debut en la direcció de l'actor Jorge Roelas.
L'agost de 2011 debuta en la comèdia amb la funció Venecia bajo la nieve, adaptació a l'espanyol d'un gran èxit de la cartellera parisenca, on comparteix protagonisme amb Pablo Carbonell, Eva Isanta i Carlos Heredia. Aquest mateix any reprèn el paper d'Ana Rivas a Amar en tiempos revueltosapareixent en un episodi de la sisena temporada i en un especial titulat La muerte a escena, i el 2012 torna de nou a la sèrie de manera temporal durant uns capítols.
Al setembre de 2012 es puja de nou als escenaris per a protagonitzar Sin paga, nadie paga, adaptació de l'obra Ací no paga ni Déu! de Dario Fo. En aquest espectacle torna a treballar amb el director i part de l'elenc de Venecia bajo la nieve (Pablo Carbonell i Carlos Heredia). També intervé en un capítol de la sisena temporada de la sèrie de televisió La que se avecina.
El seu següent projecte teatral, Hermanas, s'estrena al gener de 2013. Suposa l'estrena absoluta en castellà de l'obra per la qual Carol López va obtenir el Premi Max a la millor autora teatral en català. L'actriu comparteix protagonisme sobre les taules amb Amparo Larrañaga i María Pujalte. També participa en tres capítols de la tercera temporada de la sèrie Gran Reserva.
El juliol de 2014 estrena la seva nova funció, Al final de la carretera. Marina protagonitza l'obra, original de Willy Russell, al costat de Melani Olivares, Manuel Baqueiro i Raúl Peña. L'actriu és dirigida, per tercera vegada en la seva carrera, per Gabriel Olivares. També intervé en la pel·lícula De chica en chica, dirigida per Sonia Sebastián i estrenada al setembre de 2015, paper pel qual és candidata al Premi a la Millor Actriu Revelació de la Unión de Actores.
El juliol de 2016 Marina debuta en el Festival de Teatre Clàssic de Mèrida, interpretant a Axiana en una nova versió d'Alejandro Magno de Jean Racine adaptada per Eduardo Galán i dirigida per Luis Luque. L'actriu comparteix escenari amb Félix Gómez, Amparo Pamplona i Unax Ugalde, entre d'altres.

## Teatre
- 2005/06 – El cartero de Neruda, d'Antonio Skármeta. Direcció: José Sámano.
- 2007/08 – Móvil, de Sergi Belbel. Direcció: Miguel Narros.
- 2008/09 – Don Juan, el burlador de Sevilla, de Tirso de Molina. Versión y direcció: Emilio Hernández.
- 2011/12 – Venecia bajo la nieve, de Gilles Dyrek. Direcció: Gabriel Olivares.
- 2012 – ¡Sin paga, nadie paga!, de Dario Fo. Direcció: Gabriel Olivares.
- 2013/14 – Hermanas. Dramaturgia y direcció: Carol López.
- 2014/16 – Al final de la carretera, de Willy Russell. Direcció: Gabriel Olivares.
- 2015/16 – Mathilde, de Verónique Olmi. Direcció: Gerard Iravedra.
- 2016 - Alejandro Magno, de Jean Racine. Direcció: Luis Luque.
- 2017 - 3 Hermanas, d'Antón Txèkhov. Direcció: Raúl Tejón.
- 2017/19 - El test, de Jordi Vallejo. Direcció: Alberto Castrillo-Ferrer.
- 2019/20 - Escape Room, de Joel Joan i Héctor Claramunt. Direcció: Joel Joan i Héctor Claramunt.

## Filmografia
- 1999 – Entre las piernas. Dirigida per Manuel Gómez Pereira.
- 2009 – Paco. Dirigit per Jorge Roelas (Curtmetratge).
- 2012 – Edificio Ural. Dirigit per Miguel Tejerina y José Fontes (Curtmetratge).
- 2013 – Sonata. Dirigit per Jon Ander Tomás (Curtmetratge).
- 2015 – De chica en chica. Dirigida per Sonia Sebastián.
- 2016 – Aparatos. Dirigida per Salvador Gómez Cuenca.
- 2019 – Xyx. Dirigida per Daniel Chamorro. (Curtmetratge).

## Televisió
| Any         | Títol                     | Personatge         | Cadena    | Dades        |
| ----------- | ------------------------- | ------------------ | --------- | ------------ |
| 2006        | Amistades peligrosas      | Laura              | Cuatro    | 3 episodis   |
| 2008 - 2012 | Amar en tiempos revueltos | Ana Rivas Ortiz    | TVE       | 424 episodis |
| 2011        | La muerte a escena        | Ana Rivas Ortiz    | TVE       | 2 episodis   |
| 2012        | La que se avecina         | Alejandra Martínez | Telecinco | 2 episodis   |
| 2013        | Gran Reserva              | Ainhoa Miranda     | TVE       | 3 episodis   |
| 2019        | 45 revoluciones           | Ángeles Costa      | Antena 3  | 10 episodis  |

## Programes de televisió
| Any  | Títol                | Funció     | Cadena | Dades       |
| ---- | -------------------- | ---------- | ------ | ----------- |
| 2017 | MasterChef Celebrity | Concursant | TVE    | 3 programes |

## Premis i candidatures
2008
- Premi Unión de Actores a la millor actriu secundària de televisió per "Amar en tiempos revueltos" (Candidata).
- Premi Ágora a la Millor actriu al Festival de Teatre d'Almagro per "Don Juan, el burlador de Sevilla".

2010
- Premi Lesgai de Televisió per "Amar en tiempos revueltos" (Amb Carlota Olcina).

2011
- Premi Entrada de Oro a la millor actriu per "Venecia bajo la nieve" (Candidata).

2013
- Premi Revelació (Premis Ercilla) per "Hermanas" (Candidata).

2015
- Premi Unión de Actores a la millor actriu revelació per "De chica en chica" (Candidata).
- Premi Gredos.

2018
- Nominació al Premi Fotogramas de Plata a la millor actriu de teatre per El Test.

2019
- Premi Mierenses en el Mundo.